# Outeiro (Cabeceiras de Basto)
Outeiro is een plaats (freguesia) in de Portugese gemeente Cabeceiras de Basto en telt 1 057 inwoners (2001).